# Piprites
Genre
Piprites est un genre de passereaux de la famille des Tyrannidés. Ces espèces se rencontrent à l'état naturel en Amérique centrale et du Sud,.

## Liste des espèces
Selon la classification de référence du Congrès ornithologique international (version 6.4, 2016) :
- Piprites griseiceps — Manakin à tête grise, Piprite à tête grise (Salvin, 1865)
- Piprites chloris — Manakin verdin, Piprite verdin (Temminck, 1822)
  - Piprites chloris antioquiae (Chapman, 1924)
  - Piprites chloris perijana (Phelps & Phelps Jr, 1949)
  - Piprites chloris tschudii (Cabanis, 1874)
  - Piprites chloris chlorion (Cabanis, 1847)
  - Piprites chloris grisescens (Novaes, 1964)
  - Piprites chloris boliviana (Chapman, 1924)
  - Piprites chloris chloris (Temminck, 1822)
- Piprites pileata — Manakin chaperonné, Piprite chaperonné (Temminck, 1822)